# サヨナラマタナ
「サヨナラマタナ」は、2015年7月1日にソニー・ミュージックレコーズから発売された遊助の19枚目のシングル。

## 概要
前作「Take me out to the ball game〜あの・・一緒に観に行きたいっス。お願いします!〜」から約4か月ぶりのシングル。
初回生産限定盤Aには「サヨナラマタナ」のMV、初回生産限定盤Bには「青春」のMVが収録されている。また、カップリング曲のMVが製作されるのは「He is Me」「世界をつなぐ123体操」に次ぐ3度目である。
2015年5月26日に公式サイトでシングルの発売が発表され、YouTubeの遊助公式チャンネルに期間限定で自身が出演している「サヨナラマタナ」の先行リリックビデオが期間限定（6月10日まで）でフルサイズ公開された。またこのリリックビデオは、初回生産限定盤Aの特典DVDの最後にシークレット映像の形で収録されている。

## 販売形態
- 初回生産限定盤A
  - CD+DVD（約15分）
  - 間違い探し仕様
- 初回生産限定盤B
  - CD+DVD（約13分）
  - 間違い探し仕様
- 通常盤
  - CDのみ（ボーナストラック収録）
  - 初回仕様限定盤のみ、トレーティングカード4種のうち1種ランダム封入

## 収録曲

### 通常盤
1. サヨナラマタナ [5:32]
作詞：遊助、作曲：CHI-MEY、編曲：CHE-MEY・大久保友裕
2. 青春 [3:59]
作詞：遊助、作曲・編曲：Cube Juice、コーラスアレンジ：Soulife
3. チャンピオン [4:21]
作詞：遊助、作曲・編曲：koshin、コーラスアレンジ：Soulife
4. 僕の魔法使い [4:24]
作詞：遊助、作曲・編曲：Akira Sunset

### 初回生産限定盤A
CD
1. サヨナラマタナ
2. 青春
3. チャンピオン
4. サヨナラマタナ -Instrumental-

DVD
1. 「サヨナラマタナ」Music Video
2. 「サヨナラマタナ」Music Videoメイキング
3. 「サヨナラマタナ」LYRIC VIDEO(シークレットトラック)

### 初回生産限定盤B
CD
1. サヨナラマタナ
2. 青春
3. チャンピオン
4. サヨナラマタナ -Instrumental-

DVD
1. ひまわり荘
2. 「青春」Music Video